# 泰誓
泰誓又名太誓，是《尚书》中的一篇。已失傳，殘句見於多本先秦史籍中。
該篇於秦始皇焚書坑儒及之後項羽火燒咸陽宮後失傳，西漢中期在一位河內女子奉獻該篇後再度流傳，並被編入《古文尚書》，《史记·周本纪》引“今殷王纣乃用其妇人之言，自绝于天，毁坏其三正，离逷其王父母弟，乃断弃其先祖之乐，乃为淫声，用变乱正声，怡说妇人。故今予发维共行天罚。勉哉夫子，不可再，不可三！”東漢馬融在《書序》中質疑該版本的真實性時，提到《春秋》引“民之所欲，天必从之”、《国语》引“朕梦协朕卜，袭于休祥，戎商必克”、《孟子》引“我武惟扬，侵于之疆，取彼凶残，我伐用张，于汤有光”、《荀子》引“独夫受”、《礼记》引“予克紂，非予武，惟朕文考無罪；紂克予，非朕文考有罪，惟予小子無良。”並指出當時流傳的版本都沒有相關文句，西晉杜預注《左傳》時指《左傳·昭公二十四年》引“纣有亿兆夷人，亦有离德，余有乱臣十人，同心同德”，該版本亦無。永嘉之亂後該版本也失傳，《偽古文尚書》在作偽時將這些片段等竄入，並加上了《孟子》引用的“天视自我民视，天听自我民听”、《墨子》引用的“文王若日若月乍照，光于四方于西土”、“纣夷处，不肯事上帝鬼神，祸厥先神禔不祀，乃曰吾民有命，无廖排漏，天亦纵弃之而弗葆”、“于去发曰，恶乎君子，天有显德，其行甚章，为鉴不远，在彼殷王，谓人有命，谓敬不可行，谓祭无益，谓暴无伤，上帝不常，九有以亡，上帝不顺，祝降其丧，惟我有周，受之大帝”，惟獨漏了《墨子·尚同篇》引用的“小人见奸巧，乃闻不言也，发罪鈞”。
清華大學館藏戰國竹簡中整理出的《厚父》篇中包括「古天降下民，設萬邦，作之君，作之師，惟曰其助上帝，司下民之匿」一句，與《孟子》引《尚書》「天降下民，作之君，作之師，惟曰其助上帝寵之」相符，而《偽古文尚書》卻將其竄入《泰誓上》，改為「天佑下民，作之君、作之師。惟其克相上帝，寵綏四方。」